# Naoki Sugai
Naoki Sugai (菅井 直樹 Sugai Naoki?), född 21 september 1984 i Yamagata prefektur, är en japansk fotbollsspelare.
Sugai började sin karriär 2003 i Vegalta Sendai. Han spelade 389 ligamatcher för klubben. Han avslutade karriären 2018.